# Ясло
Я́сло (пол. Jasło) — город в Польше, входит в Подкарпатское воеводство, Ясленский повят. Имеет статус городской гмины. Занимает площадь 36,65 км². Население — 38 104 человека (на 2004 год). Город расположен в месте впадения реки Яселки в Вислоку.

## История
Упоминается в 1262 году как Ясел. С конца XV века в форме Ясло. Название произошло от реки Ясел, на которой расположен город (современная Яселка). Название реки происходит от того же корня, который и в слове jasny «блестящий».
В результате первого раздела Речи Посполитой в 1772 году город вошел в состав Австрии, являлся частью Галиции. 
Во время Второй мировой войны на территории города нацисты создали еврейское гетто. Оно существовало с 1941 года по 18 августа 1942 года. Большая часть его узников была убита.

## Достопримечательности
- В городе находятся несколько воинских кладбищ времён Первой мировой войны:
  - Воинское кладбище № 22 (Ясло);
  - Воинское кладбище № 23 (Ясло) — памятник Малопольского воеводства;
  - Воинское кладбище № 24 (Ясло).

## Известные представители
- Бещад, Северин (1852—1923) — польский художник.
- Вайгель, Фердинанд — почётный гражданин города.
- Грохольский, Казимир — почётный гражданин города.
- Котович, Апполинарий (1859—1917) — польский художник.
- Пининский, Леон — почётный гражданин города.
- Венгель, Роксана (род. 2005) — польская певица, победительница Детского Евровидения-2018 в Минске.
- Шпак, Михал (род. 1990) — польский певец, участник Евровидения-2016

## Фотографии

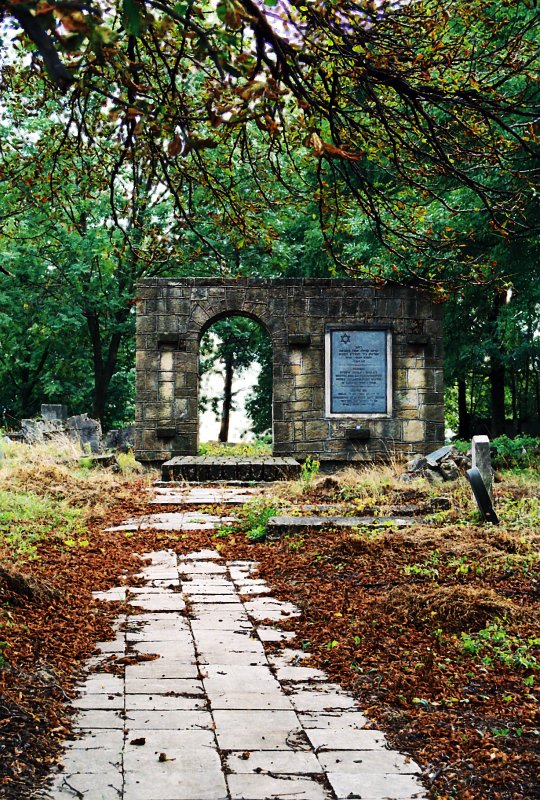
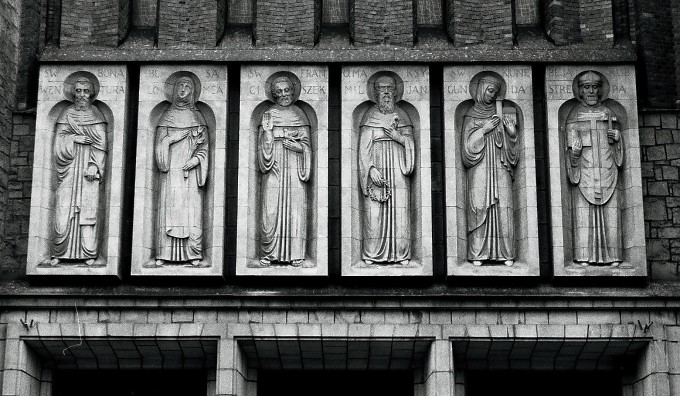
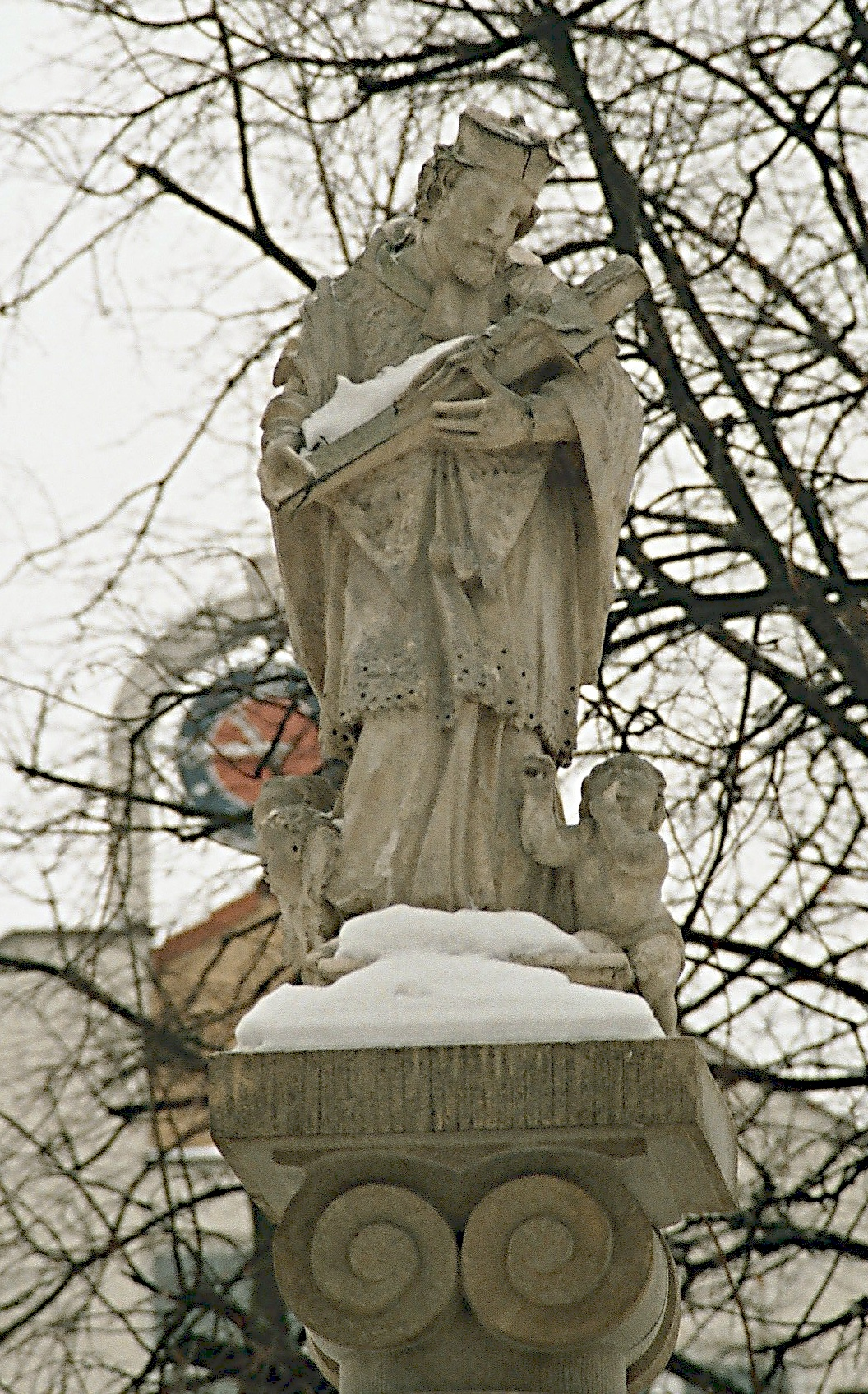